# Губернатор Фолклендских островов
Губернатор Фолклендских островов (англ. Governor of the Falkland Islands) — представитель британской короны на Фолклендских островах, действующий «от имени Его Величества и по поручению Его Величества» в качестве фактического главы государства на островах в отсутствие британского монарха. Роль и полномочия губернатора изложены в главе II Конституции Фолклендских островов. Губернатор проживает в Доме правительства, который служит его официальной резиденцией.
Элисон Блейк — губернатор Фолклендских островов с 23 июля 2022 года.

## Назначение и полномочия
Губернатор назначается королём по рекомендации его министра иностранных дел в Великобритании. Назначение фактически производится королевской комиссией под королевской подписью.
В соответствии с Конституцией, исполнительная власть Фолклендских островов принадлежит королю, и его власть осуществляется от его имени губернатором.

## Исполняющий обязанности губернатора
Если должность губернатора становится вакантной или если действующий губернатор отсутствует на Фолклендских островах или не может выполнять свои обязанности, король по рекомендации своего государственного секретаря может назначить исполняющего обязанности губернатора в соответствии с разделом 24 конституции. Исполняющий обязанности губернатора должен принять присягу перед вступлением в должность и обладает всеми полномочиями и обязанностями губернатора до тех пор, пока не будет назначен новый губернатор или пока действующий губернатор не сможет продолжить выполнение своих обязанностей.

## Присяга или Торжественное обещание
В соответствии с разделом 23(3) конституции, перед вступлением в должность губернатор должен принести присягу верности и присягу на должность. Текст присяги на должность указан в Приложении «B» к Конституции:
Я, имя, клянусь (или торжественно обещаю), что буду добросовестно служить Его Величеству Королю Карлу III, его наследникам и преемникам, а также народу Фолклендских островов, и буду соблюдать Конституцию и другие законы, действующие на Фолклендских островах, в должности губернатора. (Да поможет мне Бог).Оригинальный текст (англ.)I, name, do swear (or solemnly affirm) that I will well and truly serve His Majesty King Charles the Third, His Heirs and Successors, and the people of the Falkland Islands, and will uphold the Constitution and other laws in force in the Falkland Islands, in the office of Governor. (So help me God.)